# Lombardia Trophy 2014
Lombardia Trophy 2014 – drugie zawody łyżwiarstwa figurowego z cyklu Challenger Series 2014/2015. Zawody rozgrywano od 18 do 21 września 2014 roku w hali PalaSesto w Sesto San Giovanni.
Wśród solistów triumfował Amerykanin Richard Dornbush, natomiast w rywalizacji solistek Japonka Miyahara Tomoko. W parach sportowych zwyciężyli Amerykanie Haven Denney i Brandon Frazier.

## Wyniki

### Soliści
| Poz. | Zawodnik                   | Nota łączna | SP    | SP  | FS     | FS  |
| ---- | -------------------------- | ----------- | ----- | --- | ------ | --- |
| 1    | Richard Dornbush           | 237,28      | 79,36 | 2   | 157,92 | 1   |
| 2    | Takahito Mura              | 235,79      | 81,15 | 1   | 154,64 | 2   |
| 3    | Adjan Pitkiejew            | 215,90      | 71,60 | 5   | 144,30 | 3   |
| 4    | Grant Hochstein            | 204,37      | 72,92 | 3   | 131,45 | 5   |
| 5    | Moris Kwitiełaszwili       | 201,14      | 72,12 | 4   | 129,02 | 7   |
| 6    | Michael Christian Martinez | 199,92      | 67,36 | 6   | 132,56 | 5   |
| 7    | Florent Amodio             | 199.70      | 66,97 | 7   | 132,73 | 4   |
| 8    | Philip Harris              | 184,51      | 63,82 | 8   | 120,69 | 8   |
| 9    | Brendan Kelly              | 184,51      | 63,82 | 8   | 120,69 | 8   |
| 10   | Alexander Bjelde           | 154,67      | 61,32 | 9   | 93,35  | 11  |
| 11   | Marcus Bjork               | 142,33      | 48,83 | 12  | 93,50  | 10  |
| 12   | Andrew Dodds               | 136,05      | 49,65 | 11  | 86,40  | 12  |
| 13   | Lewis Gibson               | 130,75      | 44,40 | 13  | 86,35  | 13  |
| WD   | Albert Mück                | DNF         | 34,91 | 14  | DNF    | DNF |
| WD   | Mario-Rafael Ionian        | DNS         | DNS   | DNS | DNS    | DNS |
| WD   | Jorik Hendrickx            | DNS         | DNS   | DNS | DNS    | DNS |
| WD   | Michal Březina             | DNS         | DNS   | DNS | DNS    | DNS |
| WD   | Tomi Pulkkinen             | DNS         | DNS   | DNS | DNS    | DNS |
| WD   | Martin Rappe               | DNS         | DNS   | DNS | DNS    | DNS |
| WD   | Maverick Igia              | DNS         | DNS   | DNS | DNS    | DNS |
| WD   | Jordan Ju                  | DNS         | DNS   | DNS | DNS    | DNS |

### Solistki
| Poz. | Zawodniczka                | Nota łączna | SP    | SP  | FS     | FS  |
| ---- | -------------------------- | ----------- | ----- | --- | ------ | --- |
| 1    | Miyahara Tomoko            | 183,90      | 58,12 | 1   | 125,78 | 1   |
| 2    | Hannah Miller              | 170,26      | 51,43 | 7   | 118,83 | 2   |
| 3    | Angela Wang                | 160,25      | 54,88 | 2   | 105,37 | 3   |
| 4    | Roberta Rodeghiero         | 150,94      | 50,41 | 8   | 100,53 | 4   |
| 5    | Nathalie Weinzierl         | 148,83      | 51,75 | 5   | 97,08  | 5   |
| 6    | Joshi Helgesson            | 147,06      | 54,69 | 3   | 92,37  | 6   |
| 7    | Laurine Lecavelier         | 139,01      | 52,09 | 4   | 86,92  | 8   |
| 8    | Viktoria Helgesson         | 137,73      | 49,49 | 9   | 88,24  | 7   |
| 9    | Anaïs Ventard              | 133,85      | 51,64 | 6   | 82,21  | 11  |
| 10   | Ji Hyun Byun               | 129,08      | 44,97 | 10  | 84,11  | 9   |
| 11   | Ioulia Chtchetinina        | 125,96      | 42,02 | 12  | 83,94  | 10  |
| 12   | Song Joo Chea              | 120,22      | 40,55 | 14  | 79,67  | 12  |
| 13   | Chiara Calderone           | 111,91      | 42,76 | 11  | 69,15  | 15  |
| 14   | Kerstin Frank              | 111,69      | 36,58 | 16  | 75,11  | 13  |
| 15   | Inga Janulevičiūtė         | 107,82      | 37,06 | 15  | 70,76  | 14  |
| 16   | Eliska Březinová           | 106,69      | 40,57 | 13  | 66,12  | 16  |
| 17   | Mila Morelissen            | 95,56       | 35,35 | 17  | 60,21  | 17  |
| WD   | Matilde Battagin           | DNS         | DNS   | DNS | DNS    | DNS |
| WD   | Alisson Krystle Perticheto | DNS         | DNS   | DNS | DNS    | DNS |
| WD   | Nika Ceric                 | DNS         | DNS   | DNS | DNS    | DNS |
| WD   | Pina Umek                  | DNS         | DNS   | DNS | DNS    | DNS |

### Pary sportowe
| Poz. | Zawodnicy                         | Nota łączna | SP    | SP  | FS     | FS  |
| ---- | --------------------------------- | ----------- | ----- | --- | ------ | --- |
| 1    | Haven Denney / Brandon Frazier    | 157,80      | 46,94 | 2   | 110,86 | 1   |
| 2    | Bianca Manakoruda / Niccolò Machi | 132,80      | 46,50 | 3   | 86,30  | 2   |
| 3    | Wiera Bazarowa / Andriej Dieputat | 130,40      | 50,32 | 1   | 80,08  | 3   |
| 4    | Paris Stephens / Matthew Dodds    | 76,20       | 24,56 | 4   | 51,64  | 4   |
| WD   | Annabelle Prölß / Ruben Blommaert | DNS         | DNS   | DNS | DNS    | DNS |